# Kotxki
Kotxki - Кочки (rus) - és un poble (un khútor) de l'óblast de Bélgorod, a Rússia. El 2016 tenia 84 habitants. Pertany al districte (raion) de Gubkin.